# 10-я смешанная авиационная бригада ВВС Балтийского флота
10-я смешанная авиационная бригада ВВС Балтийского флота — воинское соединение ВВС ВМФ СССР во Второй мировой войне. 

## История
Летом 1939 года, в результате договора между правительствами СССР и Эстонской Республики, в последней разрешалось создание советских военных баз и размещение воинского контингента. Командованию ВВС БФ была поставлена задача: выделить часть авиационных сил для перебазирования в Прибалтику.
На основании приказа НК ВМФ от 09.10.1939 года расформировывается 9-я (разведывательная) авиационная бригада ВВС БФ, которая была сформирована менее полугода назад. На вооружении бригады были морские разведчики МБР-2, сведённые в пять авиационных эскадрилий. Управление бригады размещалось в Ораниенбауме. На базе расформированной бригады формируется 10-я смешанная авиационная бригада , в составе 12-й ОМРАЭ и 44-й ОМРАЭ (РГА ВМФ ф.Р-1678, оп.1, д. 69, л. 112 и ф. Р-1529, оп. 1, д. 78, л. 83). Всего на вооружении было 14 МБР-2. 
Позднее в состав бригады ввели 43-ю ОМРАЭ, также на МБР-2.
Управление бригады размещалось в Таллине. Бригада подчинялась командующему ВВС БФ, в оперативном отношении замыкалась на коменданта береговой обороны Балтийского района.
С 3 декабря 1939 года 10-я САБ стала именоваться 10-й авиационной бригадой  ВВС БФ.
К началу войны с Финляндией бригада была усилена прикомандированными авиационными подразделениями - истребителями (15 И-15, 16 И-153), разведчиками (15 МБР-2) и бомбардировщиками (27 СБ, 12 ДБ-3), из которых впоследствии были сформированы: 1-я и 2-я АЭ самолётов СБ, 3-я АЭ самолётов ДБ-3, 1-я и 2-я АЭ истребителей, а также три АЭ разведчиков МБР-2 - 15-я, 43-я и 44-я ОМРАЭ. Весной 1940 года в состав бригады был передан 13-й ИАП.
По состоянию на 22 июня 1941 года бригада базировалась на аэродромах Таллина, Пярну, островах Эзель и Даго, Керстово и на военно-морской базе Ханко
С 22 июня 1941 года бригада, в основном, действует, барражируя над Балтийским морем и Финским заливом. 25 июня 1941 года лётчик именно этой бригады А.К. Антоненко сбил над Таллином первый самолёт, записанный на счёт ВВС Балтийского флота, а 29 июня 1941 года В.А. Ермаков стал первым убитым лётчиком ВВС Балтийского флота.
В течение июня-августа 1941 года бригадные части действуют в Прибалтике в интересах соединений 8-й армии, прикрывают острова Моонзундского архипелага, принимают участие в обороне Таллина и обороне полуострова Ханко.
К 28 августа все уцелевшие самолёты перелетели на аэродромы под Ленинградом, а технический состав и подразделения обеспечения погрузились на корабли, уходящие в Кронштадт. В этом трагическом переходе большинство личного состава погибло.
10 сентября 1941 года (по другим источникам - 25 октября) бригада расформирована: свои истребительные части передала в 61-ю истребительную авиабригаду ВВС Балтийского флота, 73-й бомбардировочный полк - в 8-ю бомбардировочную авиабригаду ВВС Балтийского флота.
К ноябрю 1941 года управление бригады прибыло в г. Саранск, где на базе 1-го запасного авиационного полка ВМФ происходило переформирование потрёпанных в боях авиационных частей ВМФ. В феврале 1942 года управление бригады было направлено на Тихий океан, где на основании приказа НК ВМФ №0042 началось формирование бригады под тем же номером.

## Наименования
- 10-я смешанная авиационная бригада ВВС Балтийского флота
- 10-я авиационная бригада ВВС Балтийского флота

## Подчинение
- 10-я САБ подчинялась командующему ВВС Краснознамённого Балтийского флота

## Состав
- 13-й истребительный авиационный полк ВВС Балтийского флота
- 71-й истребительный авиационный полк ВВС Балтийского флота
- 73-й бомбардировочный авиационный полк ВВС Балтийского флота

## Командиры
- Петрухин, Николай Трофимович, генерал-майор авиации